# UFC 294
UFC 294: Makhachev vs. Volkanovski 2 foi um evento de artes marciais mistas produzido pelo Ultimate Fighting Championship que aconteceu no dia 21 de outubro de 2023, na Etihad Arena em Abu Dhabi , Emirados Árabes Unidos.

## Plano de fundo
Uma revanche pelo  Cinturão peso leve do UFC ntre o atual campeão Islam Makhachev e o ex-campeão Charles Oliveira estava prevista para ser a luta principal do evento. Os dois haviam se enfrentado anteriormente no UFC 280 um ano antes, onde Makhachev conquistou o título vago por finalização no segundo round. No entanto, Oliveira se retirou devido a uma lesão e foi substituído pelo campeão peso pena do UFC Alexander Volkanovski.Este foi o primeiro caso em que campeões de divisões diferentes se enfrentaram por um mesmo título e a nona vez no total que campeões de diferentes divisões lutaram pelo mesmo título, seguindo os eventos UFC 94, UFC 205, UFC 226, UFC 232, UFC Fight Night: Cejudo vs. Dillashaw, UFC 259, UFC 277 and UFC 284, este último em que Makhachev derrotou Volkanovski por decisão unânime. Se vitorioso, Volkanovski teria se tornado a quinta pessoa a ser campeão em duas divisões simultaneamente (após Conor McGregor no UFC 205, Daniel Cormier no UFC 226, Amanda Nunes no UFC 232 e UFC 277, e Henry Cejudo no UFC 238), além de ser a oitava pessoa no total a conquistar títulos em divisões diferentes. O ex-campeão dos pesos pena e leve do KSW Mateusz Gamrot, foi escalado como reserva e potencial substituto para essa luta.
Uma luta peso médio entre Ikram Aliskerov e Nassourdine Imavov  estava prevista para acontecer no evento. No entanto, Imavov se retirou devido a problemas com o visto e foi substituído pelo vencedor da terceira temporada do The Ultimate Fighter: Brasil 3 Warlley Alves.
Uma luta peso médio entre o ex-desafiante ao cinturão peso médio do UFC Paulo Costa e Khamzat Chimaev estava prevista para acontecer no evento. No entanto, Costa se retirou após passar por uma cirurgia no cotovelo e foi substituído pelo ex-campeão do Peso Meio médio do UFC Kamaru Usman.
Na pesagem, Victoria Dudakova registrou 116,6 libras, 0,6 libras acima do limite da divisão peso palha. Mike Breeden pesou 159,5 libras, três e meia libras acima do limite da divisão peso leve. Ambas as lutas seguiram como lutas em peso combinado (catchweight), com Dudakova sendo multada em 20% de seu prêmio, que foi destinado à sua oponente, a ex-campeã peso átomo do Invicta FC, Jinh Yu Frey e Breeden sendo multado em 30%, valor que foi destinado ao seu oponente, o vencedor do torneio peso leve do Road to UFC Anshul Jubli.

## Results
Nota 1 Pelo Cinturão Peso pena do UFC 

Nota 2 Uma joelhada ilegal acidental deixou Walker incapaz de continuar na luta. 

Nota 3 Um joelho ilegal acidental deixou Henry incapaz de continuar na luta. 

## Bônus da noite
Os lutadores seguintes receberam 50 mil dólares de bônus.
- Luta da Noite: Não foi concedido.
- Performance da Noite:  Islam Makhachev,  Ikram Aliskerov,  Said Nurmagomedov, e 	Muhammad Mokaev